# ベトナムの政党
ベトナムの政党（ベトナムのせいとう）では、ベトナム社会主義共和国の政党について述べる。

## 合法政党
- ベトナム共産党

1988年までは中華人民共和国や朝鮮民主主義人民共和国のように衛星政党の存在する名目的な複数政党制（ヘゲモニー政党制）であったが、1988年に衛星政党も解散させられた。以後は完全な一党制を採用しており、ベトナム社会主義共和国憲法第4条において「国家と社会の指導勢力」とされているベトナム共産党のみが合法政党である。

## かつての合法政党
- ベトナム民主党（英語版、ベトナム語版）（1944年結成、1988年解散）
- ベトナム社会党（英語版、ベトナム語版）（1946年結成、1988年解散）

## 非合法政党
- ベトナム国民党
- 大越国民党
- ベトナム民主党
- ベトナム人民行動党
- ベトナム革新党
- ベトナム民族党
- ベトナム民主連盟